# あいち豊田農業協同組合
あいち豊田農業協同組合（あいちとよたのうぎょうきょうどうくみあい）は、愛知県豊田市とみよし市を管轄する農業協同組合である。略称は「JAあいち豊田」。

## 沿革
- 2002年（平成14年）4月1日 - 豊田市、三好町、よつば、下山村のJAが合併し設立。

## 店舗[4]

### JA店舗
豊田市
本店、高橋支店、上挙母支店、根川支店、逢妻支店、梅坪支店、御立支店、土橋支店、豊南支店、上郷支店、すえの支店、畝部支店、高岡支店、竹支店、吉中支店、駒場支店、堤下支店、町支店、大林支店、中田支店、猿投支店、保見支店、中金支店、加納支店、松平支店、藤岡支店、西中山支店、小原支店、足助支店、旭支店、稲武支店、下山支店
みよし市
三好支店、三好北支店

### 給油所
Jセルフ御立、Jセルフ逢妻、Jセルフ足助、足助東部、Jセルフ下山

### Aコープ
若林店

### グリーンセンター
うねべ店、高岡店、松平店、三好店、藤岡店

### 営農センター
豊田、上郷、高岡、猿投、松平、三好、藤岡、小原、足助、旭、稲武、下山

### ほっとコーナー
上郷、高岡、猿投、三好、小原、足助、旭、稲武、下山

### カントリーエレベーター
豊田、上郷、前林、中町、猿投、三好

### ライスセンター
藤岡、小原、足助、旭、下山

### ギャラリー

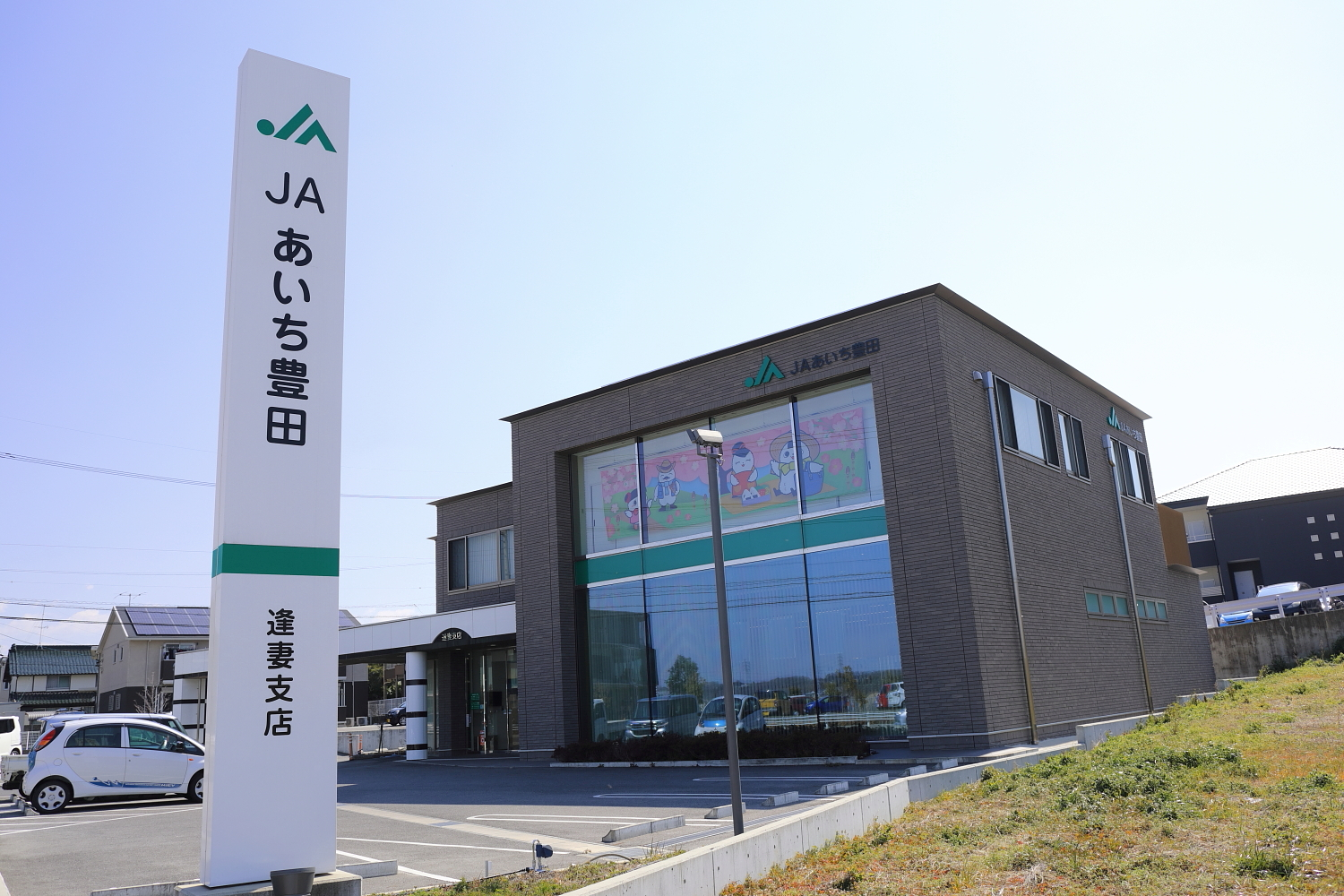
逢妻支店 （2019年（平成31年）4月）
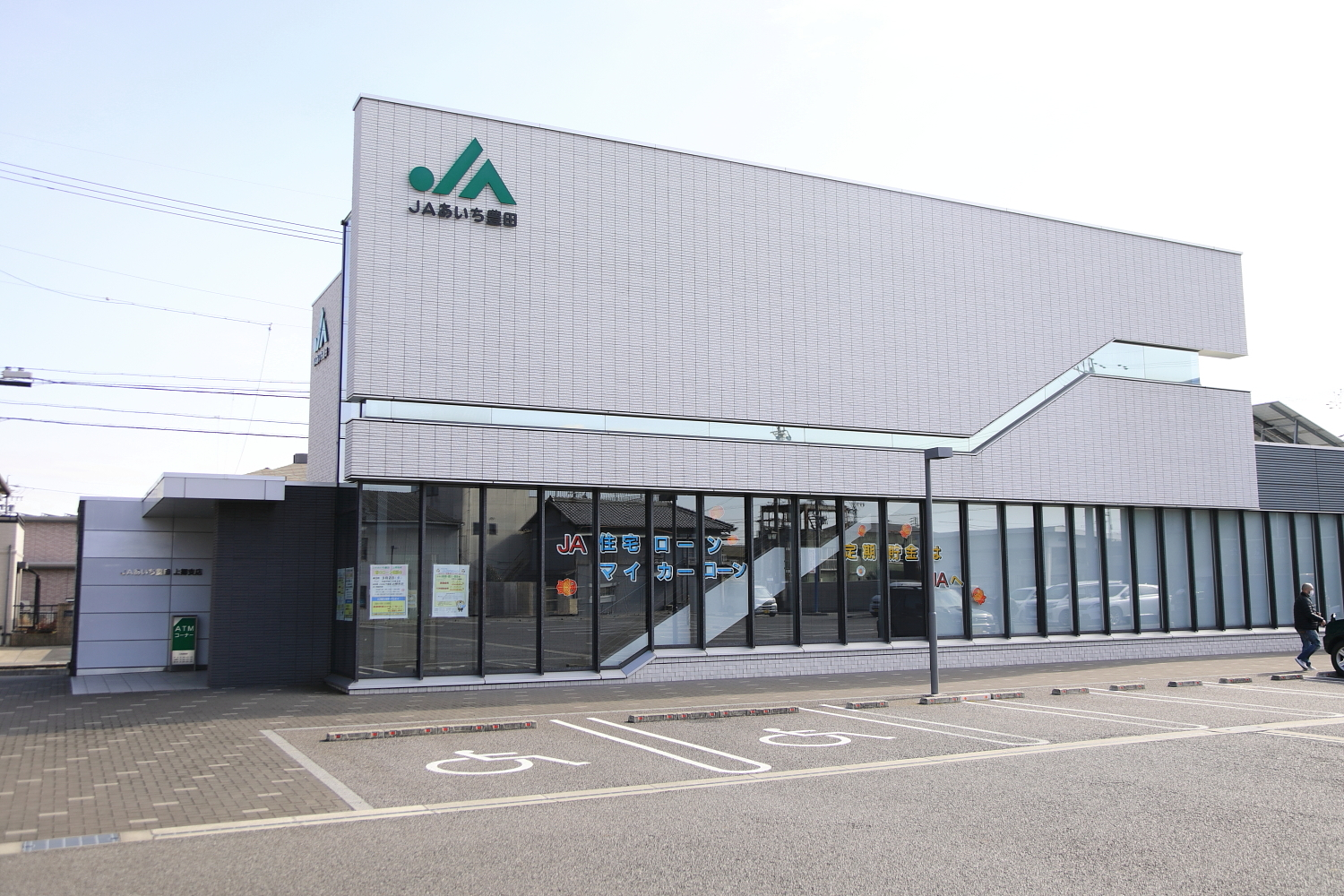
上郷支店 （2019年（平成31年）2月）
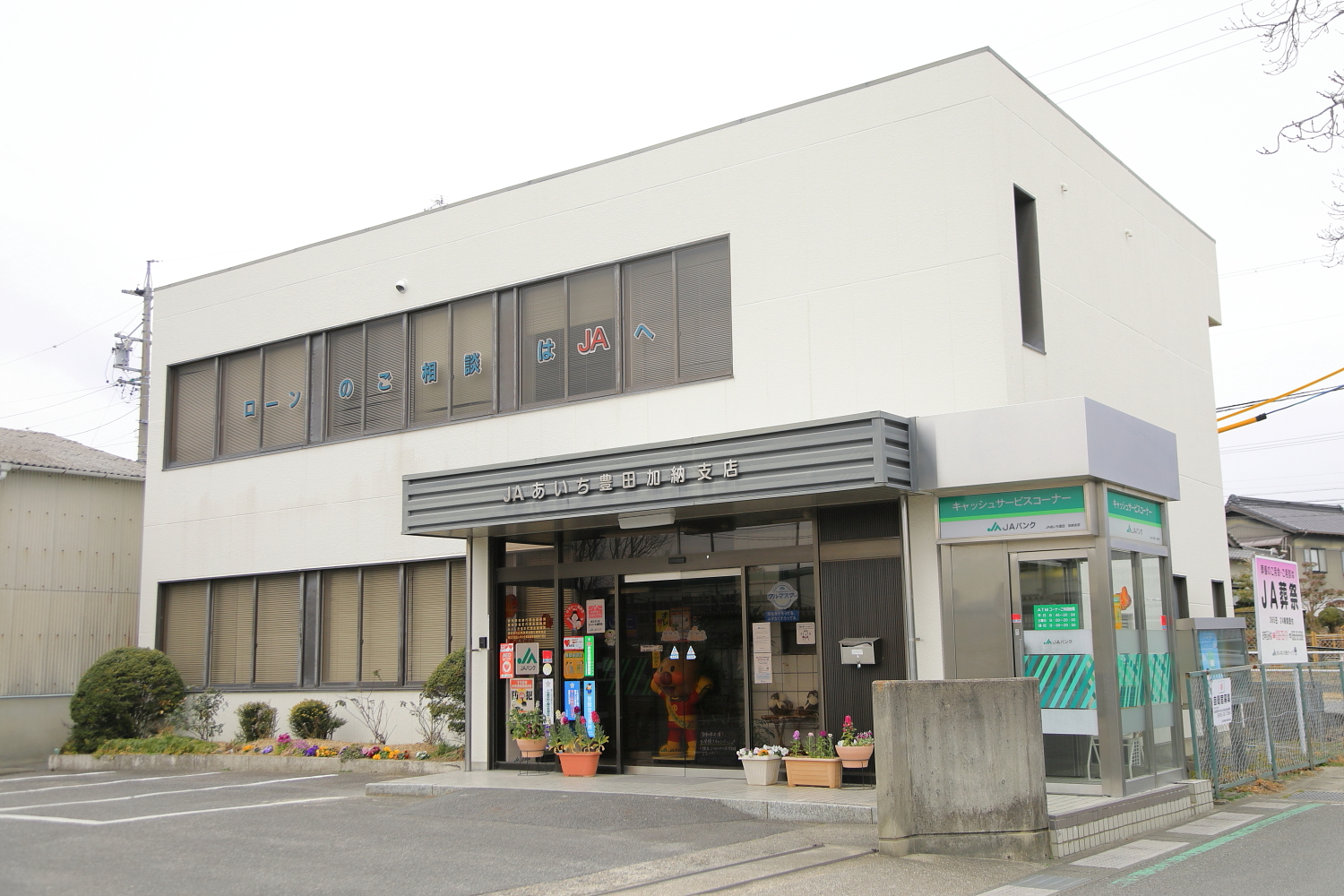
加納支店 （2019年（平成31年）2月）
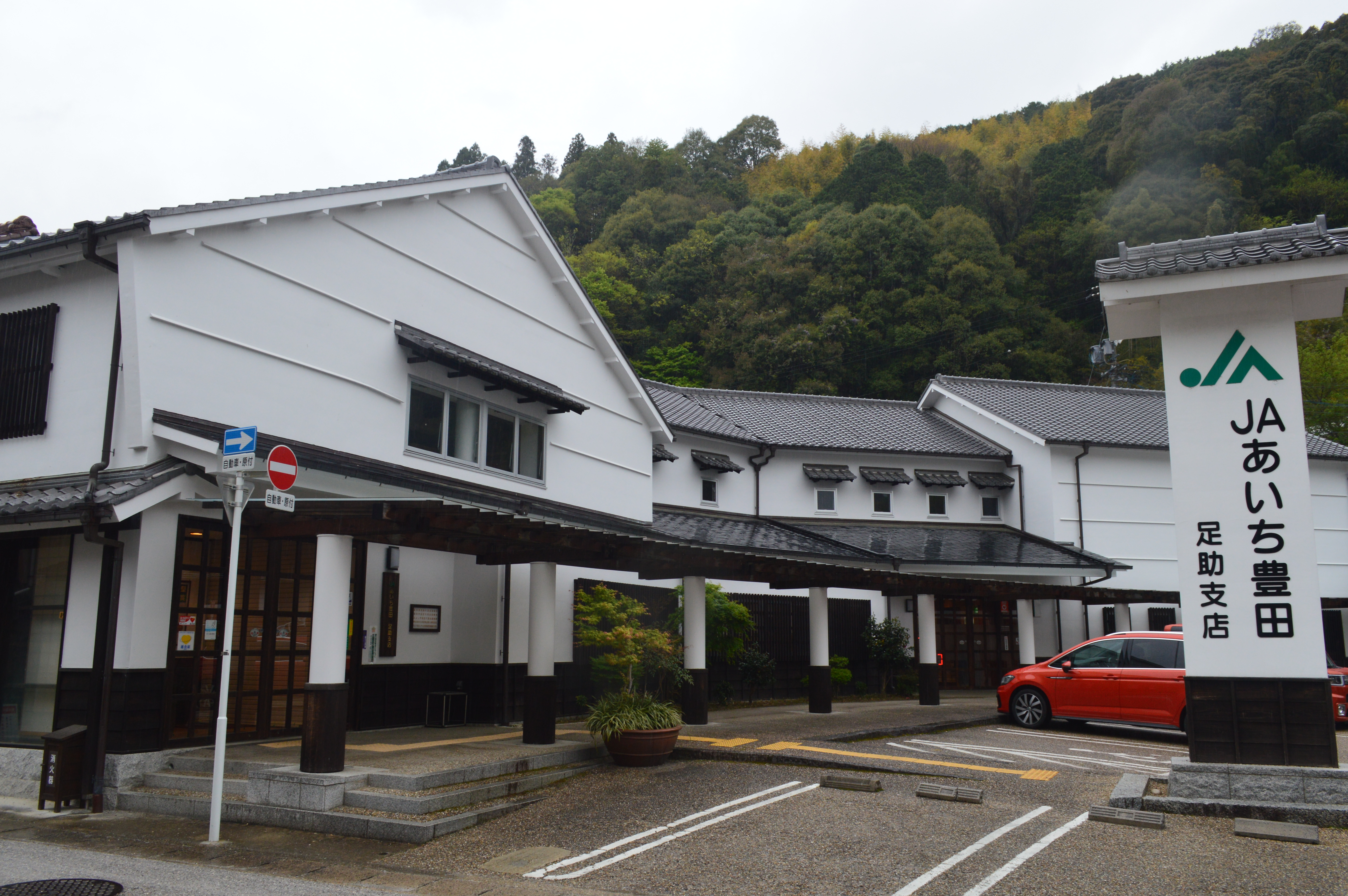
足助支店 （2018年（平成30年）7月）
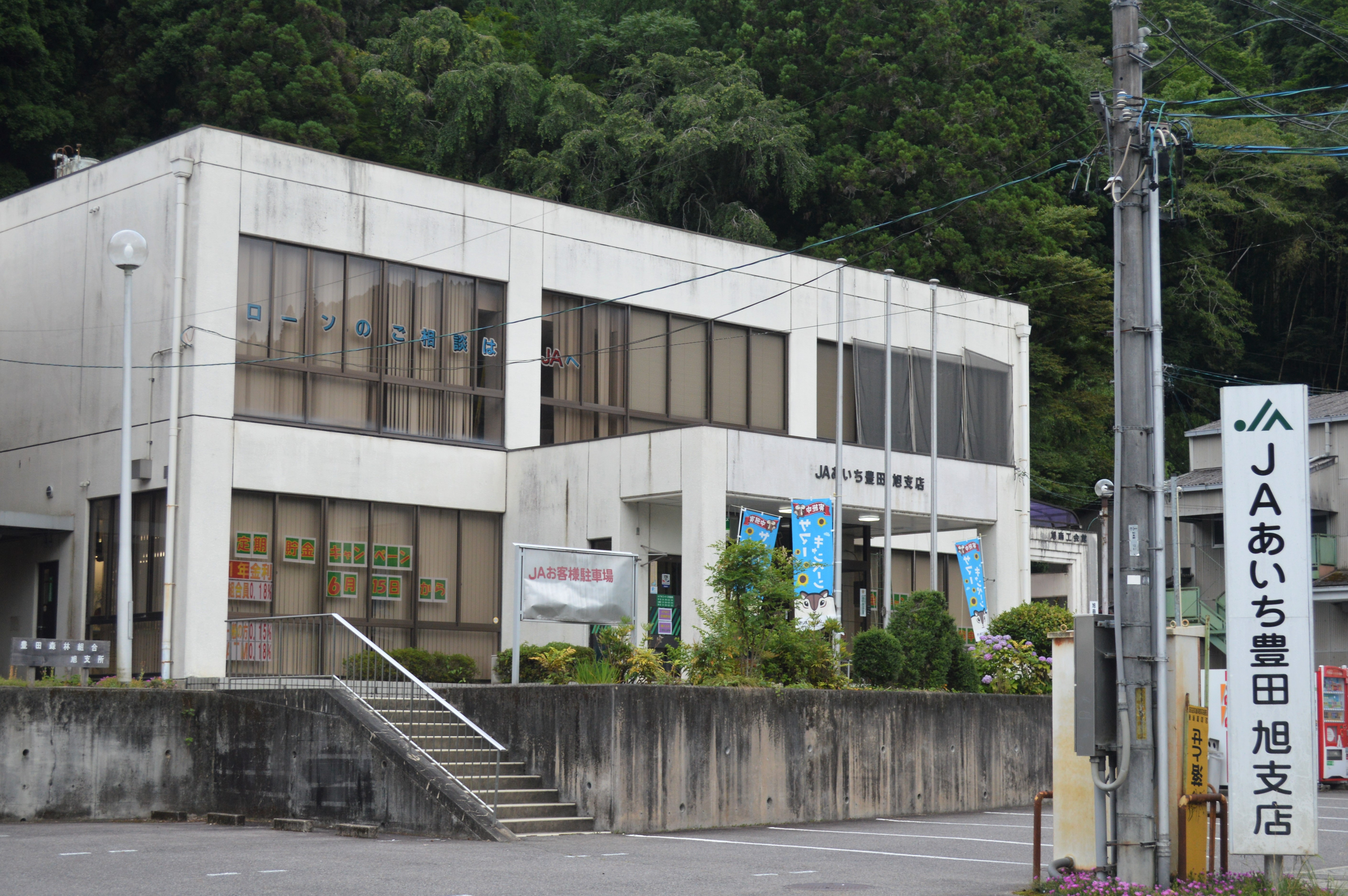
旭支店 （2018年（平成30年）6月）
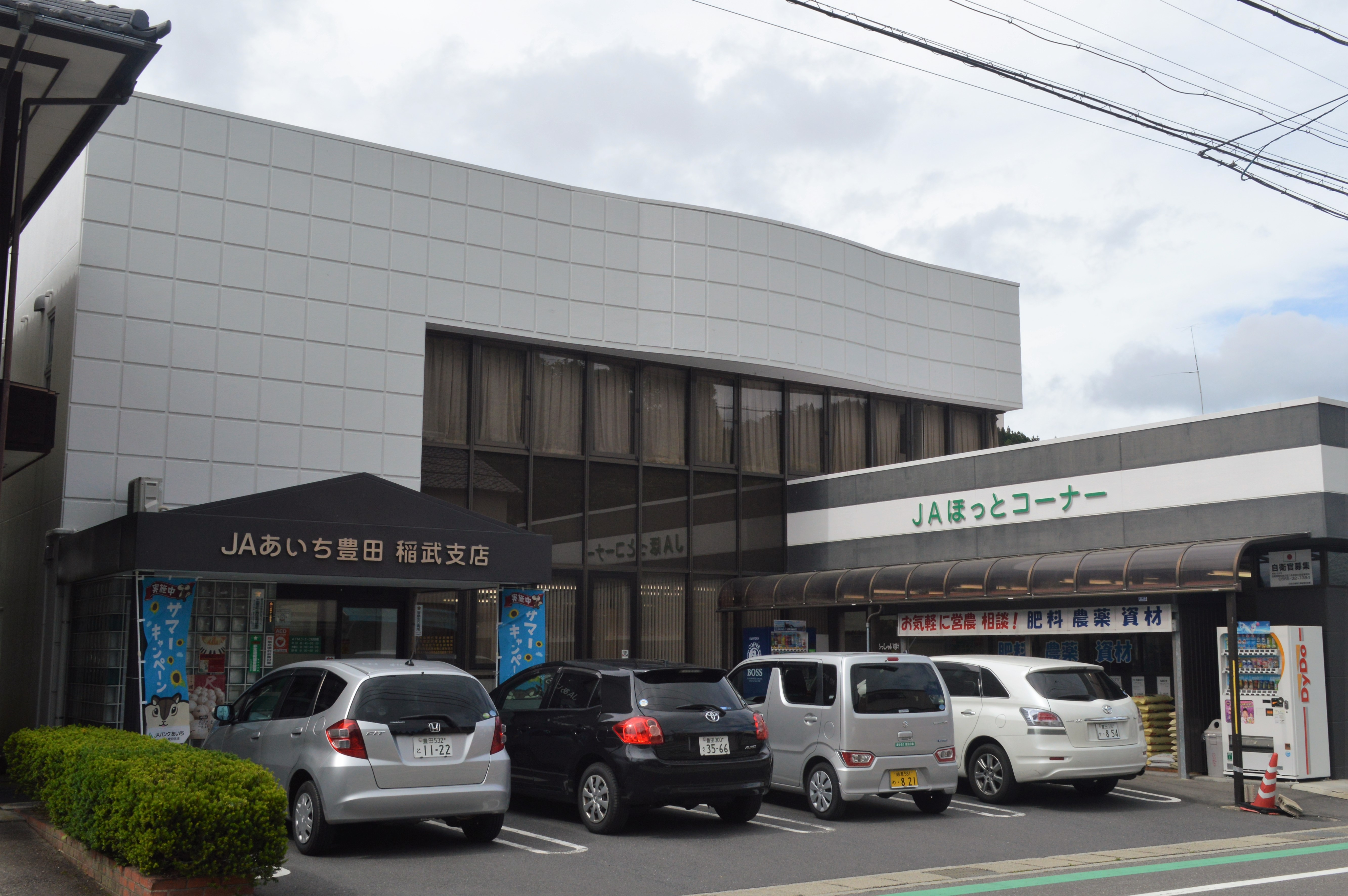
稲武支店 （2018年（平成30年）6月）

## イメージソング
2007年（平成19年）合併5周年記念事業プロジェクトとしてイメージソングが作成された。作詞・作曲・歌共に地元豊田市出身のシンガーソングライター宇井かおりが行っている。
- 『大地の祈り』（作詞・作曲：宇井かおり、歌：宇井かおりとこどもたち）

## CM
- 東海ラジオ ガッツナイター
  - アントキの猪木（2008年。自身の芸風を活かしたCMだった）
  - 荒木雅博（2009年〜2011年。中日ドラゴンズ内野手。これ以降、ドラゴンズの主力選手が出演。コント仕立てなどのコミカルな内容が多い。）
  - 山崎武司（2012年～。中日ドラゴンズ内野手。）
  - 高橋周平、平田良介（2016年。中日ドラゴンズ内野手および外野手。）

## 関連会社
- 株式会社JAあいち豊田サービス